# Mercer megye (New Jersey)
Mercer megye az Amerikai Egyesült Államokban, azon belül New Jersey államban található. Megyeszékhelye Trenton. Lakosainak száma 387 340 fő (2020. április 1.). Mercer megye Somerset, Middlesex, Monmouth, Burlington, Bucks és Hunterdon megyékkel határos.

## Népesség
A megye népességének változása:
| Lakosok száma | 368 024 | 367 812 | 368 832 | 370 414 | 371 398 | 387 340 |
|               | 2010    | 2011    | 2012    | 2013    | 2015    | 2020    |